# Giganteopalpus mirabilis
Giganteopalpus mirabilis är en fjärilsart som beskrevs av Rothschild 1894. Giganteopalpus mirabilis ingår i släktet Giganteopalpus och familjen svärmare. Inga underarter finns listade i Catalogue of Life.

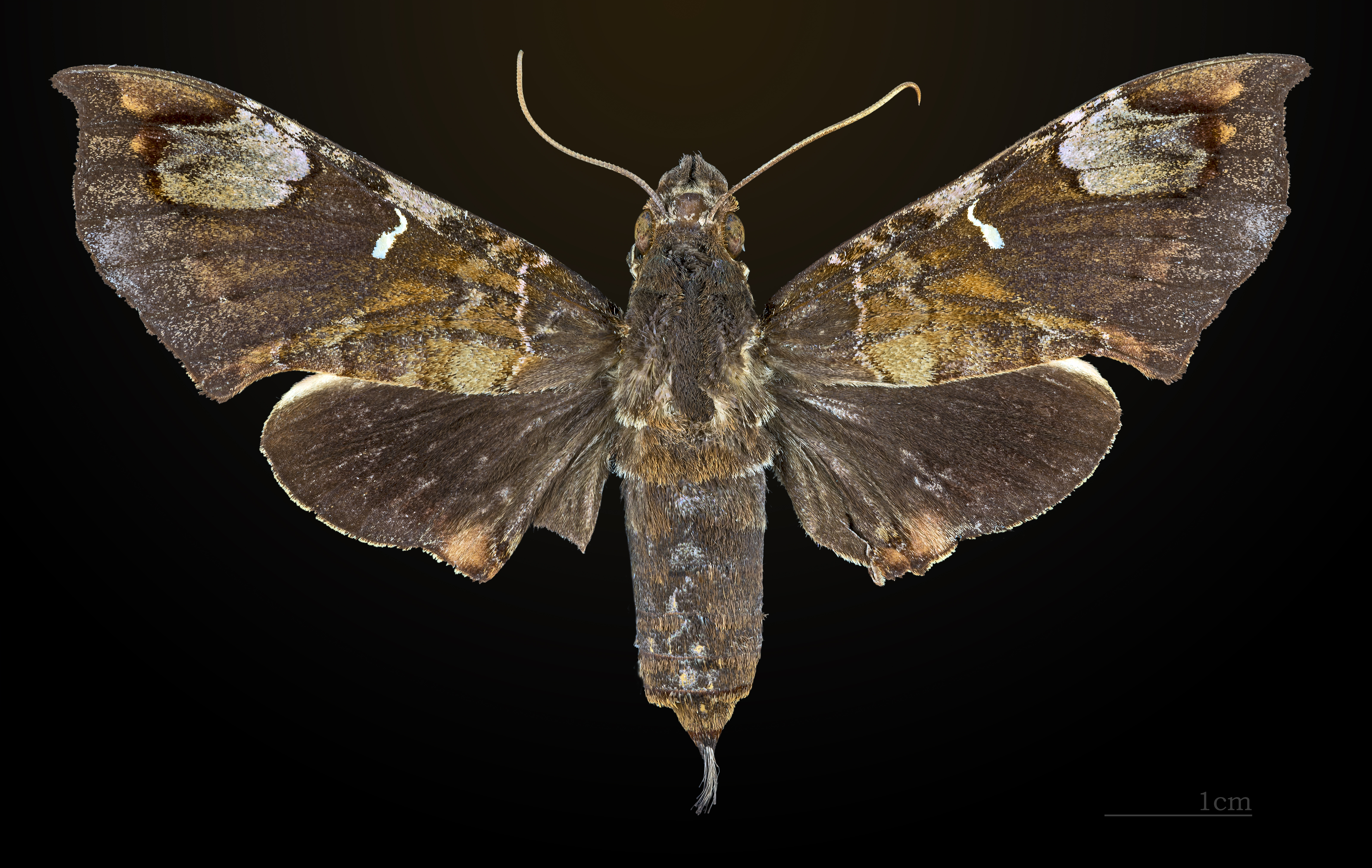
Giganteopalpus mirabilis
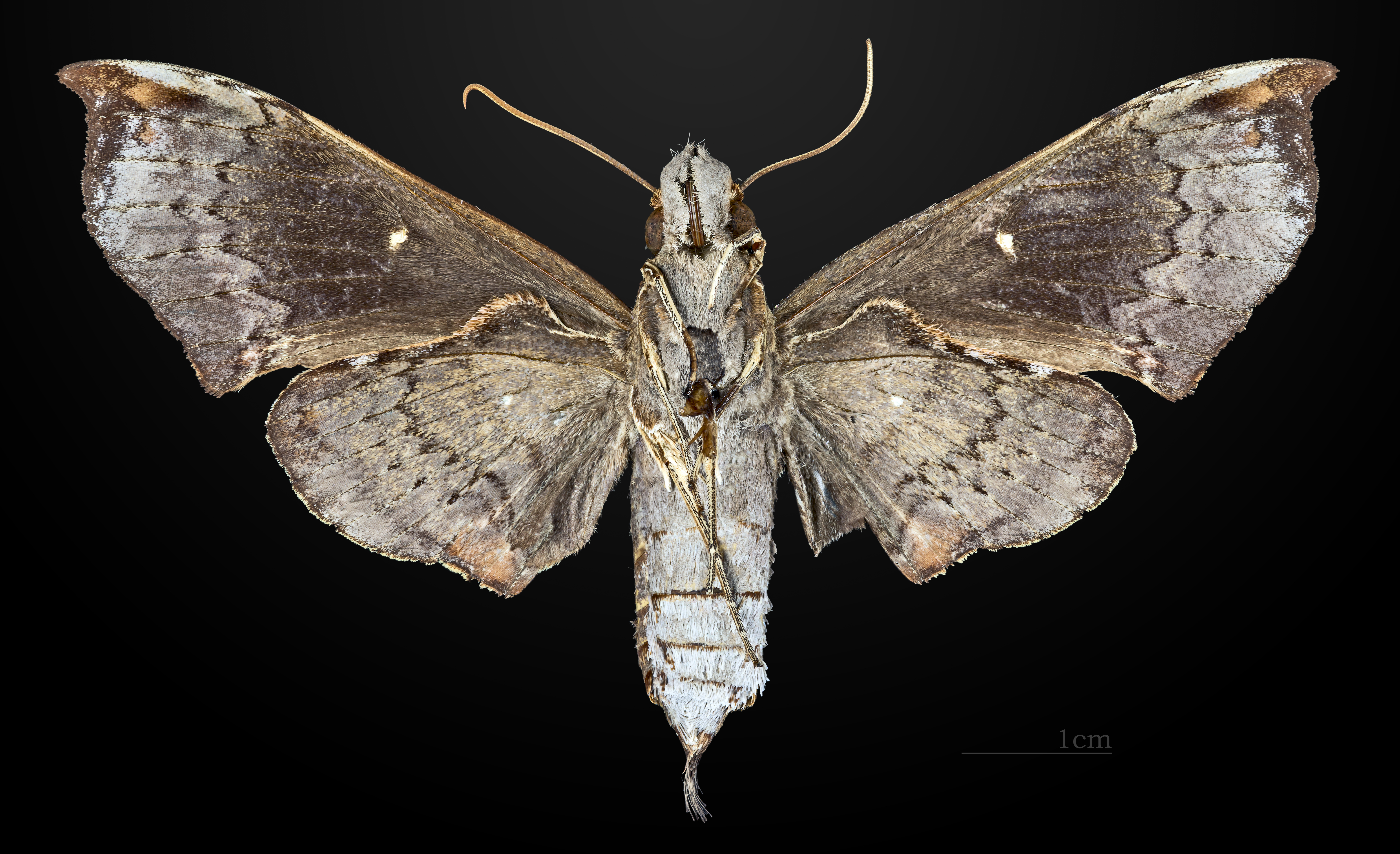
△  Giganteopalpus mirabilis